# Uhyret
Uhyret er en børnefilm fra 2005 instrueret af Jannik Splidsboel efter manuskript af Henrik Vestergaard.

## Handling
Meget mod sin vilje skal seksårige Jonathan flytte. Sammen med sin mor, far og hunden Luffe skal han nu bo i et stort gammelt hus ved udkanten af en skov. Jonathan føler sig tilovers det nye sted: Han går i vejen under flytningen, og mor sender ham op at lege på sit nye værelse. Luffe løber i forvejen, men da Jonathan kommer frem, er Luffe væk. På Jonathans nye værelse står der en fremmed seng. Jonathan tror, at der bor et uhyre under sengen, og da den begynder at give uhyggelige lyde fra sig, er han helt sikker. Men hverken mor eller far tror på uhyrer, så Jonathan må tage sagen i egen hånd.